# Saison 2020-2021 du Chelsea FC
Maillots
Chronologie
Saison précédente Saison suivante
La Saison 2020-2021 du Chelsea FC est la 29e saison de l'histoire du club en Premier League.

## Effectif

### Transferts et prêts
Le tableau suivant liste les transferts et les prêts de joueurs arrivant ou partant de Chelsea durant le mercato estival 2021.
| Arrivées           |            |     |           |                   |       |           |         |                                       |
| Joueur             | Pays       | Âge | Poste     | Type de transfert | Durée | Indemnité | Période | Provenance                            |
| Kai Havertz        | Allemagne  | 21  | Milieu    | Transfert         | -     | 80 M€     |         | Bayer 04 Leverkusen (Bundesliga)      |
| Timo Werner        | Allemagne  | 24  | Attaquant | Transfert         | -     | 53 M€     |         | RB Leipzig (Bundesliga)               |
| Ben Chilwell       | Angleterre | 23  | Milieu    | Transfert         | -     | 50 M€     |         | Leicester City FC (Premier League)    |
| Hakim Ziyech       | Maroc      | 27  | Attaquant | Transfert         | -     | 40 M€     |         | Ajax Amsterdam (Eredivisie)           |
| Édouard Mendy      | Sénégal    | 28  | Gardien   | Transfert         | -     | 24 M€     |         | Stade rennais FC (Ligue 1)            |
| Malang Sarr        | France     | 21  | Défenseur | Transfert libre   | -     | -         |         | OGC Nice (Ligue 1)                    |
| Thiago Silva       | Brésil     | 35  | Défenseur | Transfert libre   | -     | -         |         | Paris Saint-Germain (Ligue 1)         |
| Jake Clarke-Salter | Angleterre | 23  | Défenseur | Retour de prêt    | -     | -         |         | Birmingham City FC (Championship)     |
| Lucas Piazon       | Brésil     | 26  | Milieu    | Retour de prêt    | -     | -         |         | Rio Ave FC (Liga NOS)                 |
| Izzy Brown         | Angleterre | 24  | Attaquant | Retour de prêt    | -     | -         |         | Sheffield Wednesday FC (Championship) |
| Jamal Blackman     | Angleterre | 27  | Gardien   | Retour de prêt    | -     | -         |         | Rotherham United FC (Championship)    |
| Ethan Ampadu       | Angleterre | 20  | Défenseur | Retour de prêt    | -     | -         |         | Sheffield United FC (Premier League)  |
| Michy Batshuayi    | Belgique   | 27  | Attaquant | Retour de prêt    | -     | -         |         | Crystal Palace (Premier League)       |
| Ross Barkley       | Angleterre | 27  | Milieu    | Retour de prêt    | -     | -         |         | Aston Villa FC (Premier League)       |
| Álvaro Morata      | Espagne    | 27  | Attaquant | Retour de prêt    | -     | -         |         | Atletico Madrid (Liga)                |
| Davide Zappacosta  | Italie     | 28  | Défenseur | Retour de prêt    | -     | -         |         | AS Rome (Serie A)                     |
| Tiémoué Bakayoko   | France     | 25  | Milieu    | Retour de prêt    | -     | -         |         | AS Monaco (Ligue 1)                   |
| Victor Moses       | Nigeria    | 29  | Milieu    | Retour de prêt    | -     | -         |         | Inter Milan (Serie A)                 |
| Départs            |            |     |           |                   |       |           |         |                                       |
| Joueur             | Pays       | Âge | Poste     | Type de transfert | Durée | Indemnité | Période | Destination                           |
| Álvaro Morata      | Espagne    | 27  | Attaquant | Transfert         | -     | 35 M€     |         | Atletico Madrid (Liga)                |
| Mario Pašalić      | Croatie    | 25  | Attaquant | Transfert         | -     | 14 M€     |         | Atalanta Bergame (Serie A)            |
| Nathan (en)        | Brésil     | 24  | Milieu    | Transfert         | -     | 3 M€      |         | Atletico Mineiro (Liga do Brasil)     |
| Malang Sarr        | France     | 21  | Défenseur | Prêt              | -     | 2 M€      |         | FC Porto (Liga NOS)                   |
| Tiémoué Bakayoko   | France     | 26  | Milieu    | Prêt              | -     | 2 M€      |         | SSC Naples (Serie A)                  |
| Fikayo Tomori      | Angleterre | 23  | Défenseur | Prêt              | -     | 2 M€      |         | AC Milan (Serie A)                    |
| Victor Moses       | Nigeria    | 29  | Milieu    | Prêt              | -     | 300 000 € |         | Spartak Moscou (Premier-Liga)         |
| Willian            | Brésil     | 32  | Attaquant | Transfert libre   | -     | -         |         | Arsenal FC (Premier League)           |
| Lucas Piazon       | Brésil     | 26  | Milieu    | Transfert libre   | -     | -         |         | SC Braga (Liga NOS)                   |
| Pedro              | Espagne    | 33  | Attaquant | Transfert libre   | -     | -         |         | AS Rome (Serie A)                     |

### Effectif professionnel
Le premier tableau liste l'effectif professionnel de Chelsea pour la saison 2020-2021.

## Compétitions

### FA Cup

#### Détails des rencontres
| 32ème de finale       | Chelsea FC                                             | 4 - 0   | Morecambe FC | Stamford Bridge, Londres |  |
| 10 Janvier 2021 14h30 | Mount 18e · Werner 44e · Hudson-Odoi 49e · Havertz 85e | (2 - 0) |              |                          |  |

| 16ème de finale       | Chelsea FC                              | 3 - 1   | Luton Town | Stamford Bridge, Londres |  |
| 24 Janvier 2021 13h00 | Abraham 11e · Abraham 17e · Abraham 74e | (2 - 1) | Clark 30e  |                          |  |

| 8ème de finale        | Barnsley FC | 0 - 1   | Chelsea FC  | Oakwell Stadium, Barnsley |  |
| 11 Février 2021 21h00 |             | (0 - 0) | Abraham 64e |                           |  |

| Quart de finale    | Chelsea FC                       | 2 - 0   | Sheffield United | Stamford Bridge, Londres |  |
| 21 Mars 2021 14h30 | Norwood 24e (csc) · Ziyech 90+2e | (1 - 0) |                  |                          |  |

| Demi-finale         | Chelsea FC | 1 - 0   | Manchester City | Stade de Wembley, Londres |  |
| 17 Avril 2021 18h30 | Ziyech 55e | (0 - 0) |                 |                           |  |

| Finale            | Chelsea FC | 0 - 1   | Leicester City | Stade de Wembley, Londres |  |
| 15 Mai 2021 18h15 |            | (0 - 0) | Tielemans 63e  |                           |  |

### Carabao Cup

#### Détails des rencontres
| 16ème de finale         | Chelsea FC                                                                       | 6 - 0   | Barnsley FC | Stamford Bridge, Londres |  |
| 23 Septembre 2020 20h45 | Abraham 19e · Havertz 28e · Barkley 49e · Havertz 55e · Havertz 65e · Giroud 83e | (2 - 0) |             |                          |  |

| 8ème de finale          | Tottenham Hotspur                       | 1 - 1                 | Chelsea FC                                         | Tottenham Hotspur Stadium, Londres |  |
| 29 Septembre 2020 20h45 | Lamela 83e                              | (0 - 1, 1 - 1, 1 - 1) | Werner 19e                                         |                                    |  |
| 29 Septembre 2020 20h45 | Dier · Lamela · Hojbjerg · Lucas · Kane | Tirs au but 5 - 4     | Abraham · Azpilicueta · Jorginho · Emerson · Mount |                                    |  |